# Diocesi di Grasse

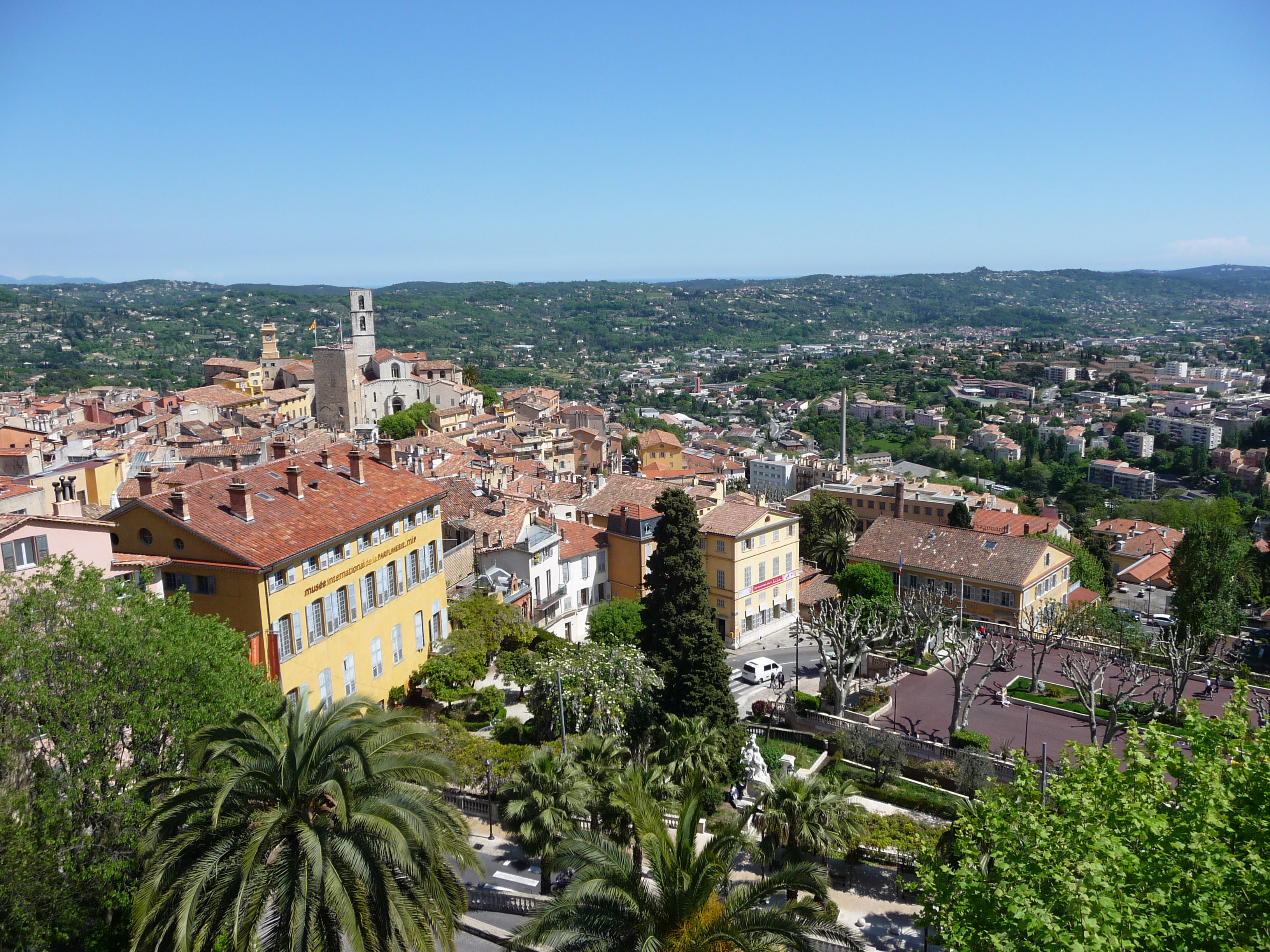
Vista su Grasse e la sua cattedrale.

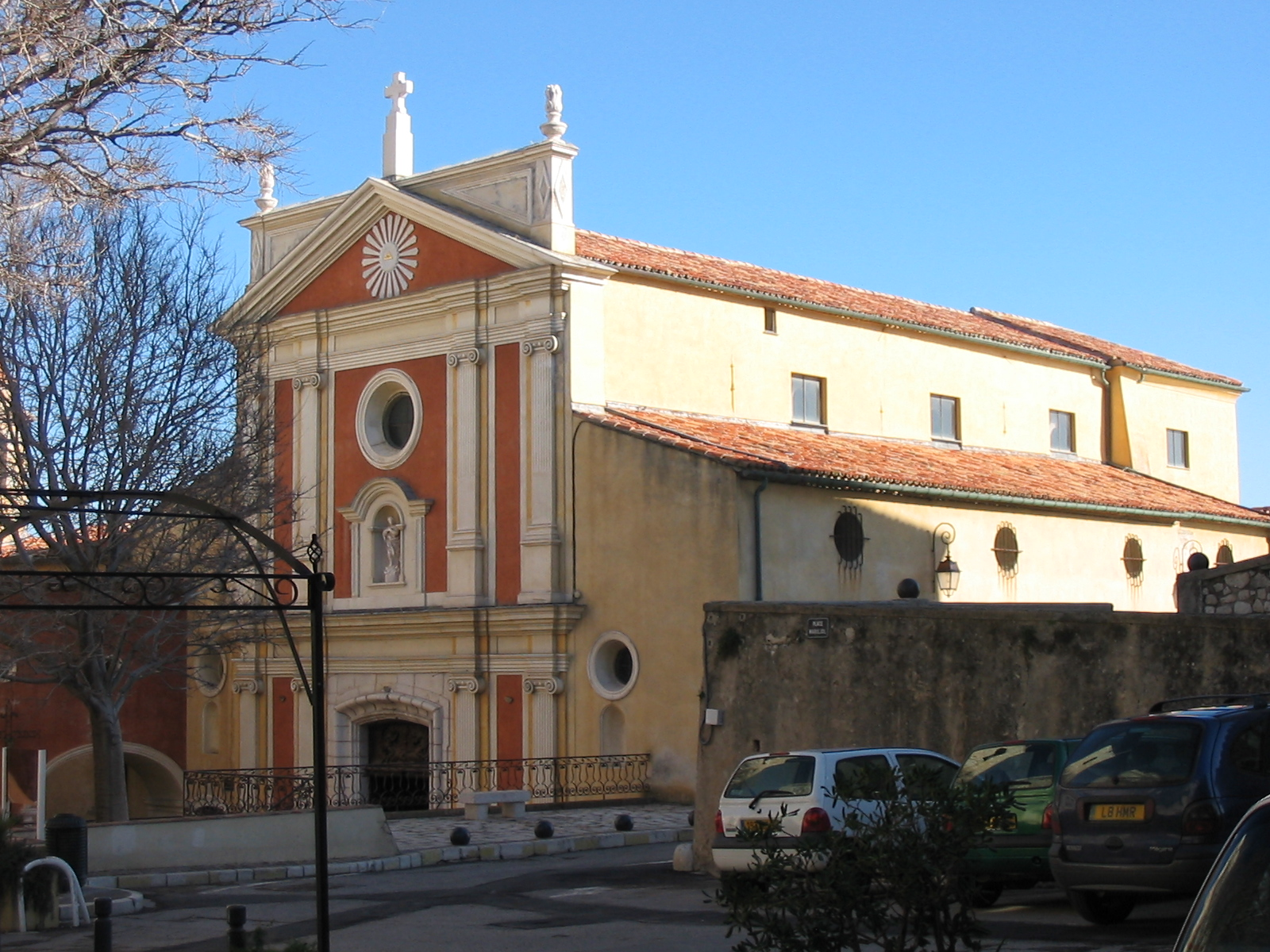
L'antica cattedrale di Antibes, risalente al XII secolo; la facciata fu ricostruita nel XIX secolo.

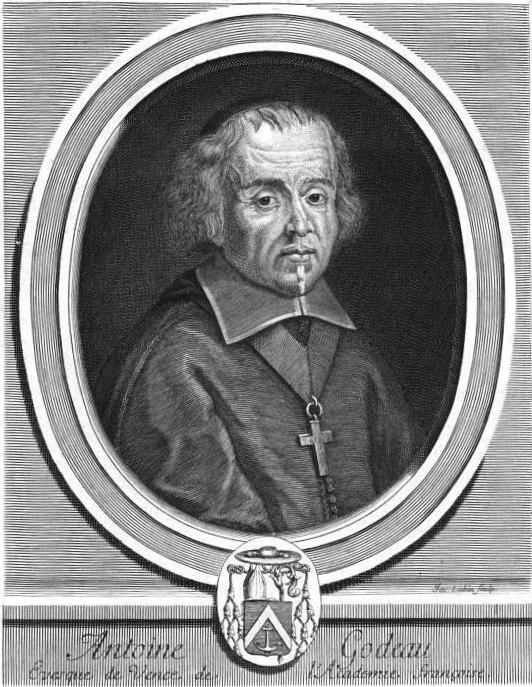
Il vescovo Antoine Godeau (1636-1653).

La diocesi di Grasse (in latino Dioecesis Grassensis) è una sede soppressa della Chiesa cattolica.

## Territorio
La diocesi comprendeva parte della Provenza. Confinava a nord con le diocesi di Senez e di Glandèves, a sud con il Mediterraneo, ad est con la diocesi di Vence e ad ovest con quella di Fréjus. Confini naturali della diocesi erano il Mediterraneo a sud, il fiume Siagne ad ovest ed il fiume Loup a est e a nord.
Sede vescovile era la città di Grasse nell'attuale dipartimento delle Alpi Marittime, dove fungeva da cattedrale la chiesa della Beata Vergine Maria (Notre-Dame-du-Puy).
Nel 1752 la diocesi comprendeva 21 parrocchie. Nel territorio diocesano vi erano importanti centri abitati, quali Grasse, Antibes e Cannes, e molti centri rurali. Nel 1790 la popolazione stimata superava i 33.000 abitanti, di cui oltre 11.000 nella sola città sede vescovile.

## Storia

### Sede a Antibes
Antibes (Antipolis), antica colonia greca, ricevette molto probabilmente il cristianesimo fin dai primi secoli, come testimoniano alcune antiche iscrizioni.
La diocesi di Antibes è invece più tardiva, eretta tra il IV e il V secolo, probabilmente in precedenza la città dipendeva dalla diocesi di Fréjus. Primo vescovo noto è sant'Armentario, che presenziò ai concili di Vaison (442) e di Arles (450 e 451).
La diocesi era compresa tra i fiumi Siagne a ovest e Loup a est; il mare a sud e a nord i monti dell'Audibergue. Fungeva da cattedrale la chiesa di Notre-Dame de la Place o de la Platéa.
Originariamente suffraganea della sede primaziale di Arles, verso la fine dell'VIII secolo entrò a far parte della provincia ecclesiastica di Aix; nel Medioevo divenne suffraganea di Embrun. La più antica menzione di quest'ultimo trasferimento di provincia ecclesiastica è un atto di papa Vittore II del 1057 a favore del metropolita Viminiano di Embrun.
Nel 1078 il vescovo Geoffroi I, figlio del conte di Antibes, ottenne per la mensa episcopale la signoria sulla città di Antibes. Questa signoria fu però spesso causa di conflitti tra i vescovi e il comune cittadino. Questo fatto fu uno dei motivi che indusse i vescovi a risiedere sempre più spesso nella città di Grasse, che era anche più centrale rispetto al territorio della diocesi.

### Sede a Grasse
Con una bolla di papa Innocenzo IV del 19 luglio 1244 la sede episcopale fu trasferita da Antibes, luogo insalubre e spesso attaccato dai pirati, a Grasse, nell'entroterra. Contestualmente la diocesi assunse il nome di Grasse.
Il trasferimento a Grasse della sede della diocesi non mise fine ai dissidi tra i vescovi e le autorità cittadine di Antibes. Nel XIV secolo i vescovi lanciarono la scomunica contro la città. Durante lo scisma d'Occidente i vescovi optarono per l'obbedienza romana, mentre il comune di Antibes parteggiò per i papi avignonesi. La signoria di Antibes fu sottratta all'autorità dei vescovi e sottomessa ai Grimaldi di Monaco. I vescovi persero anche l'autorità spirituale sulla città di Antibes, che fu dichiarata dai papi avignonesi esente dalla giurisdizione vescovile. Questa situazione perdurò anche dopo la fine dello scisma: dal punto di vista spirituale Antibes ottenne una sua autonomia, governata da un vicario, nominato dal vescovo di Grasse, ma dipendente direttamente dal metropolita di Embrun (vicariatus nullius dioecesis). Questa situazione durò fino al 1732, quando il vescovo Charles-Octavien d'Anthelmy ottenne dal re la soppressione del vicariato di Antibes.
Nel corso del Cinquecento e del Seicento vi furono tentativi di unire le diocesi di Grasse e di Vence, perché le due città episcopali erano vicine, le diocesi erano modeste territorialmente e povere dal punto di vista delle rendite. Una prima unione delle sedi fu attuata il 9 febbraio 1592 (o il 20 novembre 1591). Ma alla morte del vescovo Guillaume Le Blanc (novembre 1601) le diocesi furono separate. Una nuova unione fu attuata sotto il vescovo e letterato Antoine Godeau, che ricevette le bolle papali per entrambe le diocesi il 22 settembre 1636; ma l'opposizione del clero e della popolazione di Vence fece fallire questa unione che fu soppressa nel 1653; Godeau optò allora per risiedere a Vence. Antoine Godeau si distinse anche per la sua azione pastorale esemplare, la cui principale preoccupazione fu quella di riformare i costumi e la disciplina del clero e dei fedeli, missione portata avanti anche dal suo successore Louis de Bernage (1653-1675).
Il seminario diocesano fu eretto dal vescovo François de Verjus de Crécy il 7 febbraio 1700, che ne affidò la direzione ai padri dell'Oratorio. Nel 1728 fu trasferito da Charles-Octavien d'Anthelmy in una nuova sede nei pressi del palazzo episcopale ed affidato al clero secolare.
Nel 1787 fu soppressa l'abbazia di Lerino e i suoi beni furono annessi alla mensa episcopale di Grasse.
La sede di Grasse fu soppressa in seguito al concordato con la bolla Qui Christi Domini di papa Pio VII del 29 novembre 1801 e il suo territorio incorporato in quello dell'arcidiocesi di Aix. Nel 1822 il territorio che era appartenuto alla diocesi venne annesso alla restaurata diocesi di Fréjus; infine nel 1886 lo stesso territorio fu unito alla diocesi di Nizza.

## Cronotassi dei vescovi

### Vescovi di Antibes
- Sant'Armentario † (prima del 442 - dopo il 451)[1]
- Agrezio † (prima del 506 - dopo il 527 o 528)
- Eucherio † (prima del 529 - dopo il 541)
- Eusebio I † (menzionato nel 549)
- Optato † (prima del 573 - dopo il 585)
- Eusebio II † (menzionato nel 614)[2]
- Deocaro † (metà del VII secolo)[3]
- Ariberto o Autberto † (menzionato nel 788 o 791 ?)
- Eldebono † (menzionato nell'828)[4]
- Aimaro ? † (menzionato nel 930)
- Anonimo (forse Umberto) ? † (menzionato nel 966)[5]
- Bernard † (prima del 987 - dopo il 1022)
- Aldebert I † (1026 - dopo il 1050)
- Geoffroi I † (prima del 1056 circa - dopo il 1083)
- Aldebert II † (prima del 1089 - dopo il 1093)
- Manfroi Grimaldi † (1110 - dopo il 1134)
- Geoffroi II † (menzionato nel 1143)
- Pierre † (1146 - dopo l'11 marzo 1155)
- Raimond † (prima del 1158 - dopo il 1163)
- Bertrand I † (prima del 1166 - dopo il 1176)
- Foulque, O.S.B. † (1178 - 12 luglio 1185 deceduto)
- Guillaume † (1186 - dopo il 1188)
- Raimond Grimaldi † (? - 1192)
- Olivier † (febbraio 1192 - ?)
- Bertrand II † (prima del 1208 - 1211)
- Guillaume Gausselin † (1212 - ?)
- Bertrand de Aquis † (1218 - dicembre 1246 deceduto)

### Vescovi di Grasse
- Raimond Villeneuve, O.P. † (3 gennaio 1247 - 1253 ? dimesso)
- Pons † (menzionato nel 1255)
- Guillaume de Barras † (circa 1258 - dopo il 1274)
- Pons d'Arcussia † (circa 1281 - ?)
- Lantelme de Saint-Marcel † (marzo 1287 - 1294 dimesso)
- Guillaume Agarn † (25 ottobre 1298 - 1299 dimesso)
- Geoffroi † (15 luglio 1299 - 1343 deceduto)
- Pierre de Béreste, O.Carm. † (10 dicembre 1343 - 14 agosto 1348 nominato vescovo di Vaison)
- Jean Coci (Peyroleri), O.E.S.A. † (14 agosto 1348 - 4 novembre 1349 nominato vescovo di Saint-Paul-Trois-Châteaux)
- Amédée, O.S.B. † (4 novembre 1349 - ? deceduto)
- Aymar de la Voute, O.S.B. † (9 ottobre 1374 - 1º giugno 1379 nominato vescovo di Marsiglia)
- Artaud de Mélan † (giugno 1379 - 2 maggio 1382 nominato vescovo di Sisteron)
- Thomas di Puppio o di Jarente † (2 maggio 1382 - 2 marzo 1388 nominato vescovo di Orvieto)
- Milon Provana, O.F.M. † (5 marzo 1389 - 1389 deceduto)
- Jacques Graillier, O.S.B. † (9 ottobre 1389 - ante 10 luglio 1407 deceduto)
- Bernard de Châteauneuf de Paule, O.P.  † (22 giugno 1408 - 4 settembre 1427 deceduto)
- Antoine de Roumoules, O.P. † (17 ottobre 1427 - 7 maggio 1450 dimesso)
- Pierre de Forbin, O.P. † (17 giugno 1450 - ? deceduto)
- Isnard de Grasse † (15 novembre 1451 - 26 giugno 1483 deceduto)
- Jean-André Grimaldi † (5 luglio 1483 - 1º luglio 1505 deceduto)
- Agostino Grimaldi † (1º luglio 1505 succeduto - 12 aprile 1532 deceduto)
- René du Bellay † (19 luglio 1532 - 1533 dimesso)
- Benedetto Tagliacarne † (11 febbraio 1534 - 18 ottobre 1536 deceduto)
  - Agostino Trivulzio † (8 gennaio 1537 - 18 marzo 1548 deceduto) (amministratore apostolico)
- Jean Vallier † (10 giugno 1551 - 1565 deceduto)
- Jean Grenon † (20 dicembre 1566 - 19 novembre 1568 deceduto)
- Étienne Déodel † (13 marzo 1570 - agosto 1588 deceduto)
- Guillaume Le Blanc † (14 febbraio 1592 - 29 novembre 1601 deceduto)
- Étienne Le Maingre de Boucicault, O.F.M. † (24 marzo 1604 - 17 aprile 1624 deceduto)
- Jean de Grasse-Cabris † (15 settembre 1625 - 1628 dimesso)
- Jean Guérin † (4 marzo 1630 - 7 aprile 1632 deceduto)
- Scipion de Villeneuve-Thorenc † (20 dicembre 1632 - 3 maggio 1636 deceduto)
- Antoine Godeau † (22 settembre 1636 - 10 novembre 1653 nominato vescovo di Vence)
- Louis de Bernage † (23 novembre 1653 - 6 maggio 1675 deceduto)
- Louis Aube de Roquemartine † (16 novembre 1676 - 25 maggio 1682 nominato vescovo di Saint-Paul-Trois-Châteaux)
- Antoine Le Comte † (13 luglio 1682 - 6 settembre 1683 deceduto)
- François de Verjus de Crécy † (24 marzo 1692 - 17 dicembre 1710 deceduto)
- Joseph Ignace Jean-Baptiste de Mesgrigny, O.F.M.Cap. † (19 ottobre 1711 - 2 marzo 1726 deceduto)
- Charles-Octavien d'Anthelmy † (9 dicembre 1726 - 21 ottobre 1752 deceduto)
- François d'Estienne de Saint-Jean de Prunières † (12 marzo 1753 - dopo il 23 settembre 1797 deceduto)